# Paspalum morichalense
Paspalum morichalense là một loài thực vật có hoa trong họ Hòa thảo. Loài này được Davidse, Zuloaga & Filg. mô tả khoa học đầu tiên năm 1995.